# Patrick Stewart
Sir Patrick Stewart (Mirfield, 13 luglio 1940) è un attore e doppiatore britannico.
Forte di una solida e riconosciuta carriera teatrale lunga oltre sessant'anni, con molte interpretazioni di opere shakespeariane, deve la notorietà presso il grande pubblico per il ruolo di Jean-Luc Picard, capitano delle astronavi USS Enterprise NCC-1701-D e USS Enterprise NCC 1701-E, e successivamente ammiraglio, nel franchise di Star Trek (nelle serie televisive The Next Generation e Picard e nei film Generazioni, Primo contatto, L'insurrezione e La nemesi), e per il ruolo di Charles Xavier / Professor X nella serie di film X-Men e nel Marvel Cinematic Universe.

## Biografia
"Credevo che nessuna donna si sarebbe mai interessata a me. Mi ero preparato per la realtà, che gran parte della mia vita era finita.
Nasce il 13 luglio 1940, a Mirfield, nel West Riding of Yorkshire, in Inghilterra. Figlio di Gladys Barrowclough (1901-1979), un'operaia impiegata nel settore tessile, e di Alfred Stewart (1905-1980), un sergente maggiore di reggimento dell'esercito britannico. Ha due fratelli maggiori, Geoffrey (1933) e Trevor (1935). Cresce in una famiglia povera con un padre violento, un'esperienza che influenza le sue convinzioni politiche e ideologiche. Il padre ha prestato il servizio militare nel King's Own Yorkshire Light Infantry e successivamente, durante la seconda guerra mondiale nel reggimento paracadutisti dopo aver lavorato come operaio e postino.
A causa dell'esperienza di guerra, vissuta durante la ritirata di Dunkerque, il padre soffriva di un disturbo da stress post-traumatico e di alcolismo. In un'intervista del 2008, Stewart ha affermato: «Mio padre era un individuo molto potente, che ha ottenuto quello che voleva. Mi è stato riferito che quando lui entrò sulla piazza d'armi, gli uccelli smisero di cantare. Sono passati molti, molti anni prima che mi rendessi conto di come mio padre influisse nel mio lavoro. Mi sono fatto crescere i baffi per Macbeth. Mio padre non li portava, ma quando mi sono guardato allo specchio poco prima di salire sul palco ho visto il suo viso che mi fissava dritto negli occhi.»
Stewart ha frequentato la Crowlees Junior and Infant School e attribuisce la sua carriera di attore a un insegnante di inglese di nome Cecil Dormand che, letteralmente «mi mise una copia di Shakespeare nella mano e mi disse: "Ora alzati in piedi e recita".» Nel 1951, all'età di 11 anni, entrò nella Mirfield Secondary Modern School, dove ha continuato a studiare recitazione. A 15 anni lascia la scuola, intensificando la partecipazione nel teatro locale. Successivamente ottiene lavoro come giornalista e scrittore della sezione necrologi al Mirfield & District Reporter, ma dopo un anno, il suo datore di lavoro gli diede un ultimatum: o la recitazione o il giornalismo. Da giovane ha praticato il pugilato. All'età di diciannove anni ha perso i capelli a causa dell'alopecia.
Successivamente riuscì a prendere una borsa di studio per frequentare la Bristol Old Vic Theatre School.

### Gli inizi
Dopo un periodo con il Library Theatre di Manchester, dal 1966 al 1982 è stato membro della Royal Shakespeare Company. In questa compagnia recita accanto a future star come Ben Kingsley e Ian Richardson. Nel gennaio del 1967, fa la sua prima apparizione televisiva nella soap opera britannica Coronation Street nel ruolo di un pompiere. L'esordio a Broadway avviene interpretando il personaggio di Snout nel Sogno di una notte di mezza estate di Peter Brook, per poi trasferirsi al Royal National Theatre nei primi anni ottanta.
Nel corso degli anni ricopre diversi ruoli in molte serie televisive, ma senza riuscire a diventare famoso. Ha interpretato Vladimir Lenin ne La caduta delle aquile (1974), Seiano in Io Claudio imperatore (1976), Karla nella miniserie La talpa (1979) in Tutti gli uomini di Smiley (1982) e nel 1980, Claudio in un adattamento della BBC dell'Amleto. Ha anche interpretato il protagonista maschile nella miniserie romantica North & South (1975), adattamento della BBC, ispirato all'omonima opera di Elizabeth Gaskell. Ha avuto anche ruoli minori in diversi film, tra cui Excalibur (1981), dove interpreta Re Leondegrance, Dune (1984) di David Lynch e Space Vampires (1985).
Nel 1987, per potersi permettere di finanziare la messa in scena di Chi ha paura di Virginia Woolf? accetta di lavorare a Hollywood, dopo che il produttore Robert H. Justman lo notò mentre recitava un testo presso l'Università della California, Los Angeles. In questo periodo, per potersi iscrivere alla Screen Actors Guild dove esisteva già un Patrick Stewart, si inventa un secondo nome fittizio, "Hewes". Stewart non conosceva Star Trek, né sapeva che fosse un'icona della cultura di massa statunitense. Dopo un consulto con i suoi agenti, che erano certi del fallimento della serie, era riluttante a firmare un contratto standard di sei anni. Era convinto di poter tornare presto alla sua carriera teatrale di Londra, dopo aver guadagnato un po' di soldi.

### Il successo internazionale

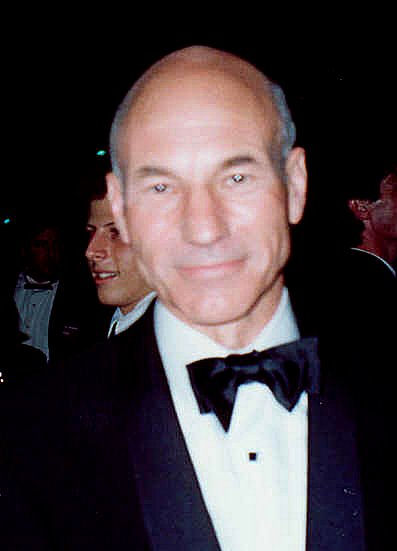
Patrick Stewart nel 1990

Quando cominciò Star Trek: The Next Generation, dove interpretava Jean-Luc Picard, capitano della USS Enterprise, il Los Angeles Times lo definì uno "sconosciuto attore britannico shakespeariano".
Sebbene inizialmente avesse avuto dei problemi con alcuni membri del cast, rimase in stretti contatti con alcuni compagni tra cui Marina Sirtis (Deanna Troi) che ha dichiarato: "Almeno il 50% del successo del telefilm lo dobbiamo a lui. Gli altri hanno emulato la sua professionalità e dedizione alla recitazione".
Nel 1995 venne candidato allo Screen Actors Guild Award nella categoria miglior attore in una serie drammatica e l'anno successivo gli viene conferita una stella sulla Hollywood Walk of Fame presente al 7021 di Hollywood Boulevard. Dopo la fine della serie è tornato a interpretare il personaggio di Picard nei film Star Trek - Generazioni (1994), Star Trek - Primo contatto (1996), Star Trek - L'insurrezione (1998), Star Trek - La nemesi (2002), nell'episodio pilota della serie televisiva Star Trek: Deep Space Nine, e nella serie televisiva Star Trek: Picard. Nel 2011 gli domandarono cosa ha cambiato per lui la partecipazione al telefilm: "Tutto", rispose. Dichiarò anche di essere molto orgoglioso del suo lavoro nella serie, per il suo messaggio sociale e per l'impatto educativo sui giovani telespettatori. Interrogato sul significato del suo ruolo rispetto alla sua carriera di interprete shakespeariano, Stewart ha risposto:

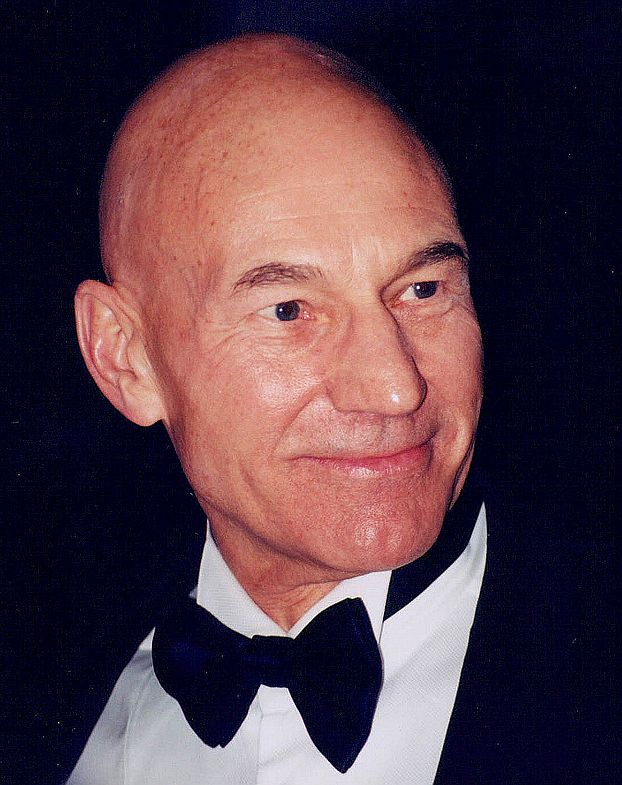
Stewart nel 1999

Stewart ha dichiarato che non avrebbe mai accettato di recitare in Star Trek: The Next Generation se avesse saputo che sarebbe andata in onda per sette anni: "No, no, no e guardando indietro ora mi spavento ancora un po' a pensare che così tanto della mia vita sia stato... quasi totalmente dedicato a Star Trek".
Esendo rimasto identificato da parte del pubblico col personaggio di Picard, ha trovato difficoltà a essere scritturato in altri ruoli a Hollywood. La principale eccezione è la serie di film X-Men. Il personaggio di Stewart, il professor Charles Xavier, è molto simile a Picard e allo stesso Stewart, "un calvo ragazzone inglese con una voce profonda". Ha doppiato inoltre il personaggio di alcuni videogiochi tra cui: X-Men: Next Dimension, X-Men Legends, e X-Men Legends II: L'Era di Apocalisse. Nonostante tutto è riuscito a recitare in altri film e ruoli televisivi, tra cui The Lion in Winter - Nel regno del crimine, per il quale ha ricevuto una candidatura al Golden Globe per la sua performance e una candidatura agli Emmy come produttore esecutivo del film.
Nel 1998 ha interpretato il capitano Achab nel film televisivo Moby Dick, ricevendo per la sua performance una candidatura agli Emmy Award e una ai Golden Globe. Ha anche interpretato il ruolo di Ebenezer Scrooge nel film Canto di Natale (1999), ricevendo uno Screen Actors Guild Award.
Alla fine del 2003, durante l'undicesima e ultima stagione di Frasier, Stewart è apparso come guest star nel ruolo di Alistair Burke, un regista teatrale omosessuale di Seattle, che, dopo una serie di equivoci, scambia il protagonista per un potenziale amante.
Nel 2005 è apparso anche nella serie britannica Extras di Ricky Gervais. Nella serie interpreta una parodia di sé stesso venendo candidato nel 2006 per un Emmy Award, come miglior guest star in una serie comica.
Nel 2011 Stewart appare nel documentario lungometraggio The Captains con William Shatner, che ha anche scritto e diretto il film. Nel film, Shatner intervista attori che hanno ritratto capitani all'interno del franchise di Star Trek. Il film dedica molto tempo alle interviste di Shatner con Stewart nella sua casa dell'Oxfordshire, nonché a una convention di Star Trek di Las Vegas, Nevada; Stewart rivela sia la paura e i fallimenti personali, sia i grandi trionfi ottenuti, a causa del ruolo di capitano della Flotta Stellare.
Nel novembre 2012 Stewart ha ripreso il ruolo del professor Charles Xavier insieme con la sua controparte giovanile interpretata da James McAvoy nel film X-Men - Giorni di un futuro passato, diretto da Bryan Singer, regista del primo e secondo film della serie. Nel 2017 ha ricoperto nuovamente il ruolo nel film Logan: The Wolverine, diretto da James Mangold.
Nell'agosto 2018 ha annunciato che sarebbe tornato a interpretare Jean-Luc Picard in una nuova serie televisiva del franchise Star Trek prodotto dalla CBS intitolata Star Trek: Picard.
Nonostante dopo Logan: The Wolverine avesse annunciato l'addio al personaggio, nel 2022 ritorna dopo cinque anni nei panni del Professor X (il leader degli Illuminati della Terra-838) che ha ripreso stavolta nel film del Marvel Cinematic Universe Doctor Strange nel Multiverso della Follia, diretto da Sam Raimi. Con questa partecipazione è entrato nel Guinness dei primati per la carriera più lunga in un prodotto Marvel, fino al 2024 dove è stato superato da Hugh Jackman (nei panni di Wolverine) e, quest'ultimo, superato da Wesley Snipes (nei panni di Blade) in Deadpool & Wolverine.

### Carriera teatrale

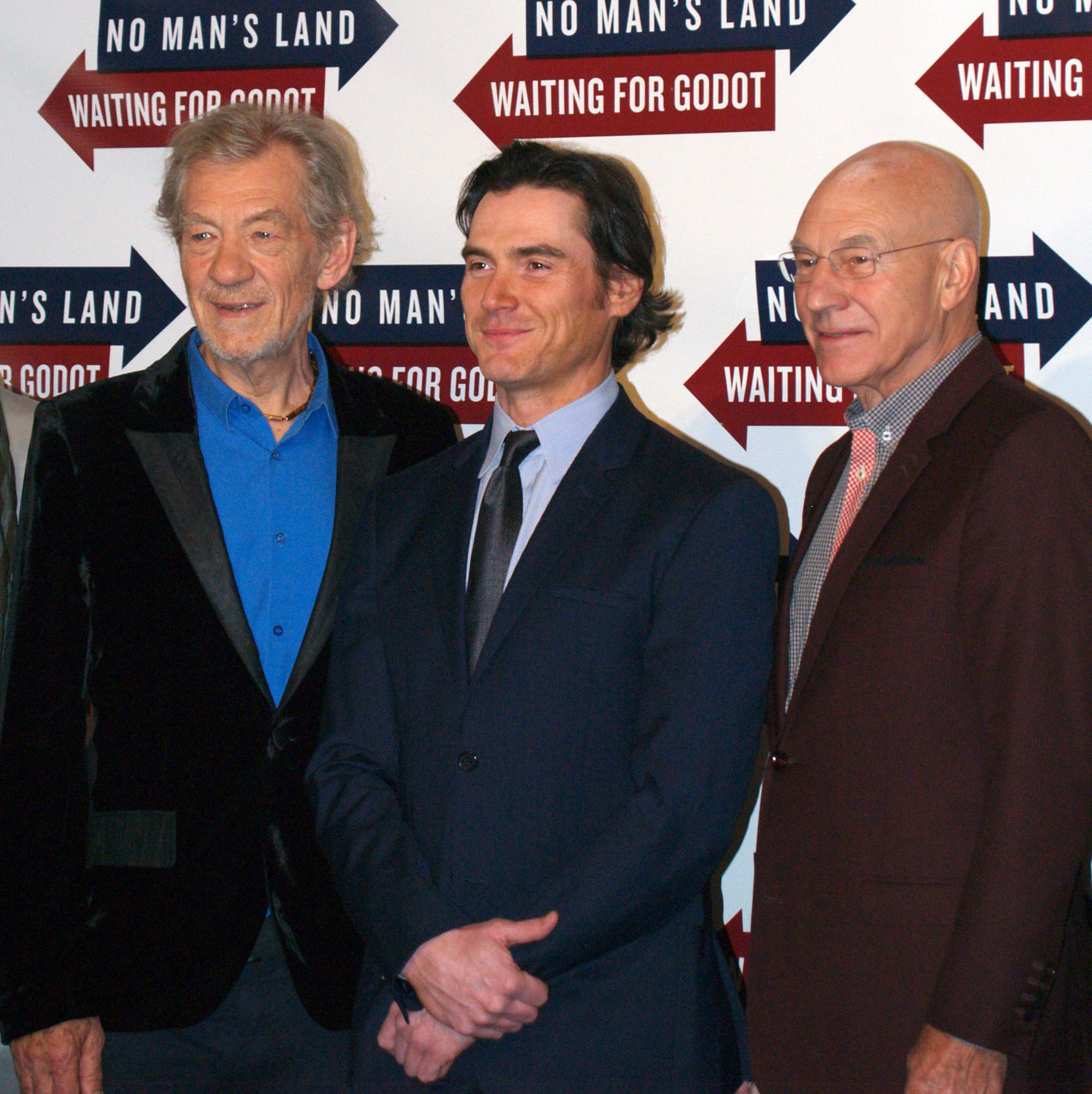
Patrick Stewart insieme a Ian McKellen e Billy Crudup a Manhattan nel 2013

Dopo qualche anno dall'inizio di Star Trek: The Next Generation, Stewart ha scoperto che gli mancava il teatro. Anche se è rimasto associato con la Royal Shakespeare Company, la lunghe riprese della serie hanno impedito all'attore di partecipare in molti altri lavori. In quel periodo incomincia a scrivere un one-man show e si esibisce sia nelle università della California sia in scuole di recitazione.
Nel 1991 ha recitato a Broadway e ricevuto una candidatura al Drama Desk Award come miglior one-person show. Ha messo in scena spettacoli nel 1992, 1993, 1994, 1996 e ancora una volta, a beneficio dei sopravvissuti e le famiglie delle vittime negli attentati dell'11 settembre 2001. Per le sue interpretazioni, Stewart ha ricevuto il Drama Desk Award per la migliore interpretazione in un one-man show nel 1992 e il Premio Laurence Olivier per il miglior one-man show nel 1994.
Nel 2009 insieme a Ian McKellen ha recitato in Aspettando Godot di Samuel Beckett. I due ripresero i ruoli anche nella stagione 2013-2014. Tra il 2013 e il 2014 e poi nel 2016, Stewart e McKellen interpretarono Terra di nessuno di Harold Pinter. Prima di queste esperienze era apparso solo una volta al fianco di McKellen sul palco, ma fu solo molti anni dopo che strinsero una stretta amicizia durante le riprese dei film degli X-Men.

### Doppiaggio

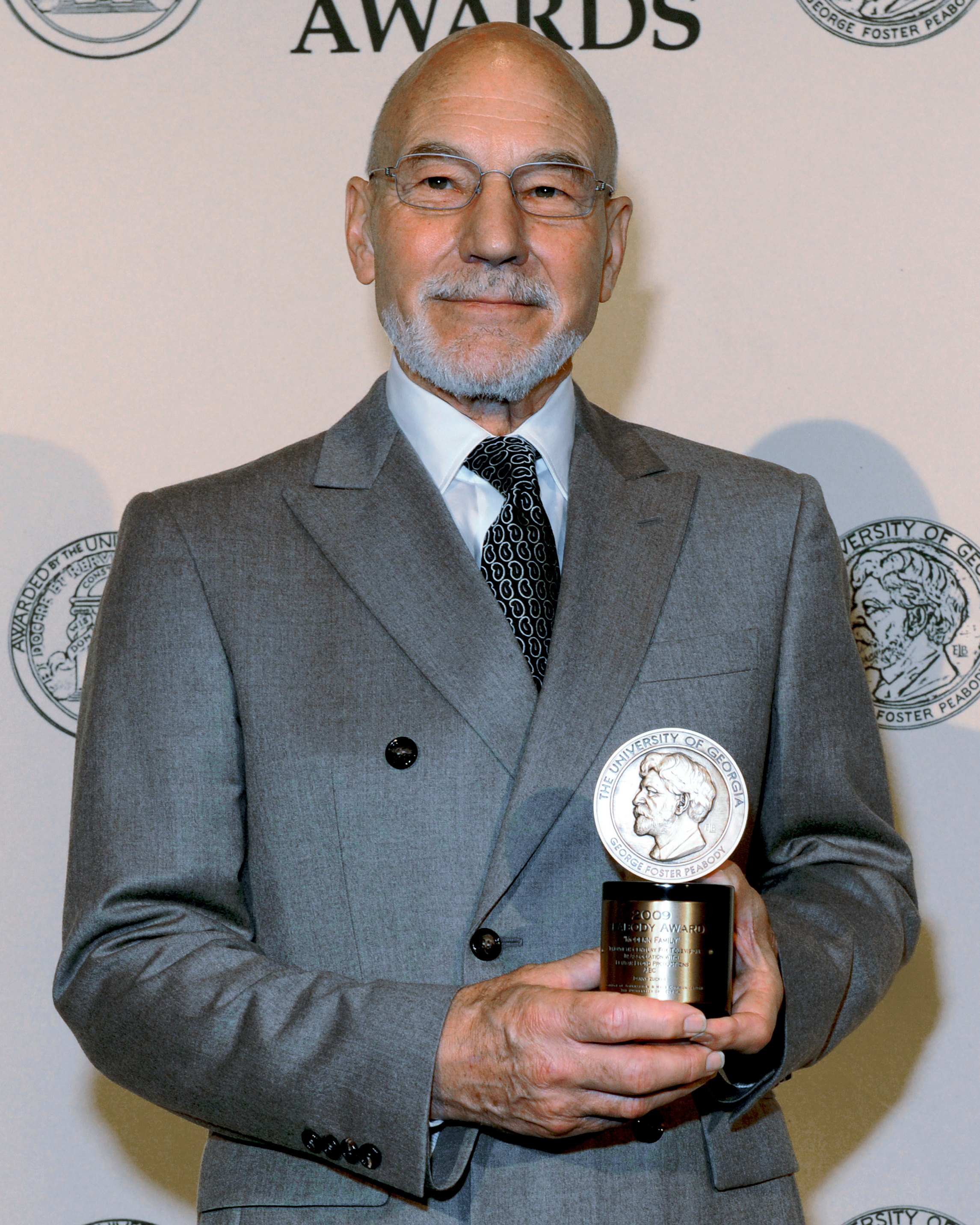
Patrick Stewart ai Peabody Award 2012

Conosciuto per la sua voce forte e autorevole, Stewart l'ha prestata per una lunga serie di progetti. Ha narrato registrazioni di Pierino e il lupo, Le quattro stagioni di Antonio Vivaldi e L'ultima battaglia (conclusione della serie Le cronache di Narnia).
Fu anche voce narrante del DVD interattivo Nine Worlds, un tour astronomico del sistema solare e in documentari naturalistici, come The Secret of Life on Earth e Mountain Gorilla per la BBC. Ha anche prestato la sua voce allo Specchio Magico nello spettacolo dal vivo Snow White - An Enchanting Musical.
Tra i numerosi progetti a cui ha prestato la voce vi sono: Il principe d'Egitto, Jimmy Neutron - Ragazzo prodigio, Chicken Little - Amici per le penne, Pagemaster - L'avventura meravigliosa, Earth - La nostra Terra e nei doppiaggi inglesi dei film anime giapponesi Nausicaä della Valle del vento di Hayao Miyazaki e Steamboy. Ha anche doppiato il maiale Napoleone ne La fattoria degli animali tratto dall'omonimo romanzo di George Orwell e partecipato in qualità di guest star in due episodi de I Simpson (Homer il grande e Il favoloso Barter). Ha registrato come voce narrante il prologo e l'epilogo di Nightmare Before Christmas, ma nonostante sia stato tagliato dal montaggio finale è possibile ascoltare la sua incisione nell'album con la colonna sonora.
Dal 2005 ha un ruolo ricorrente come vice direttore della CIA Avery Bullock, disegnato secondo le sue fattezze, nella sit-com animata American Dad!, oltre a partecipare a otto episodi de I Griffin, quasi sempre nel ruolo di sé stesso o di Jean-Luc Picard. Nel 2006, ha doppiato il padre di Bambi, nel sequel direct-to-video di Bambi, intitolato Bambi 2 - Bambi e il Grande Principe della foresta.
Oltre a dar voce ai suoi personaggi di Star Trek e X-Men in diversi videogiochi, ha lavorato come doppiatore in altri adattamenti videoludici, come Castlevania: Lords of Shadow, Forgotten Realms: Demon Stone, Lands of Lore: The Throne of Chaos e The Elder Scrolls IV: Oblivion per il quale nel 2006 ha vinto uno Spike Video Game Awards per la sua performace nel ruolo dell'imperatore Uriel Septim. Ha anche prestato la sua voce a diverse edizioni della Enciclopedia interattiva Compton.
È anche apparso in una serie di spot pubblicitari per le televisioni britanniche per TSB Bank, Domestos 5x Longer Bleach e Moneysupermarket.com, una pubblicità per il carburante Shell, e una pubblicità statunitense per il farmaco Crestor. Inoltre è la voce narrante negli spot andati in onda nel Regno Unito e in Australia per la versione PAL di Final Fantasy XII.

### Altre attività
Tra il 2004 e il 2015 è stato Cancelliere dell'Università di Huddersfield e nel luglio del 2004 è stato nominato docente di recitazione. In questo ruolo, ha partecipato regolarmente alle cerimonie di laurea nel Regno Unito e Hong Kong e ha insegnato corsi di perfezionamento per studenti di teatro. Nell'universita è stata inoltre istituita una borsa di studio che porta il suo nome. Dal 2016 è cancelliere emerito e nello stesso anno il palazzo che ospita l'università è stato intitolato "Sir Patrick Stewart Building".
Nel 2006, ha realizzato per Amnesty International un breve video contro la violenza domestica, della quale lui stesso è rimasto vittima da bambino. La sua esperienze giovanile lo spinge a diventare testimonial di Refuge, un ente di beneficenza britannico che dà supporto alle donne vittime di violenza. Nell'ottobre 2011 parla della sua esperienza di violenza domestica, intervistando una donna la cui figlia è stata uccisa dal suo ex-marito.
Nel luglio 2012, è stato uno dei tedofori che hanno portato la torcia olimpica per le Olimpiadi di Londra 2012 e ha dichiarato che è stata un'esperienza che non dimenticherà mai, aggiungendo che è stato meglio di qualsiasi première di un film.

## Vita privata

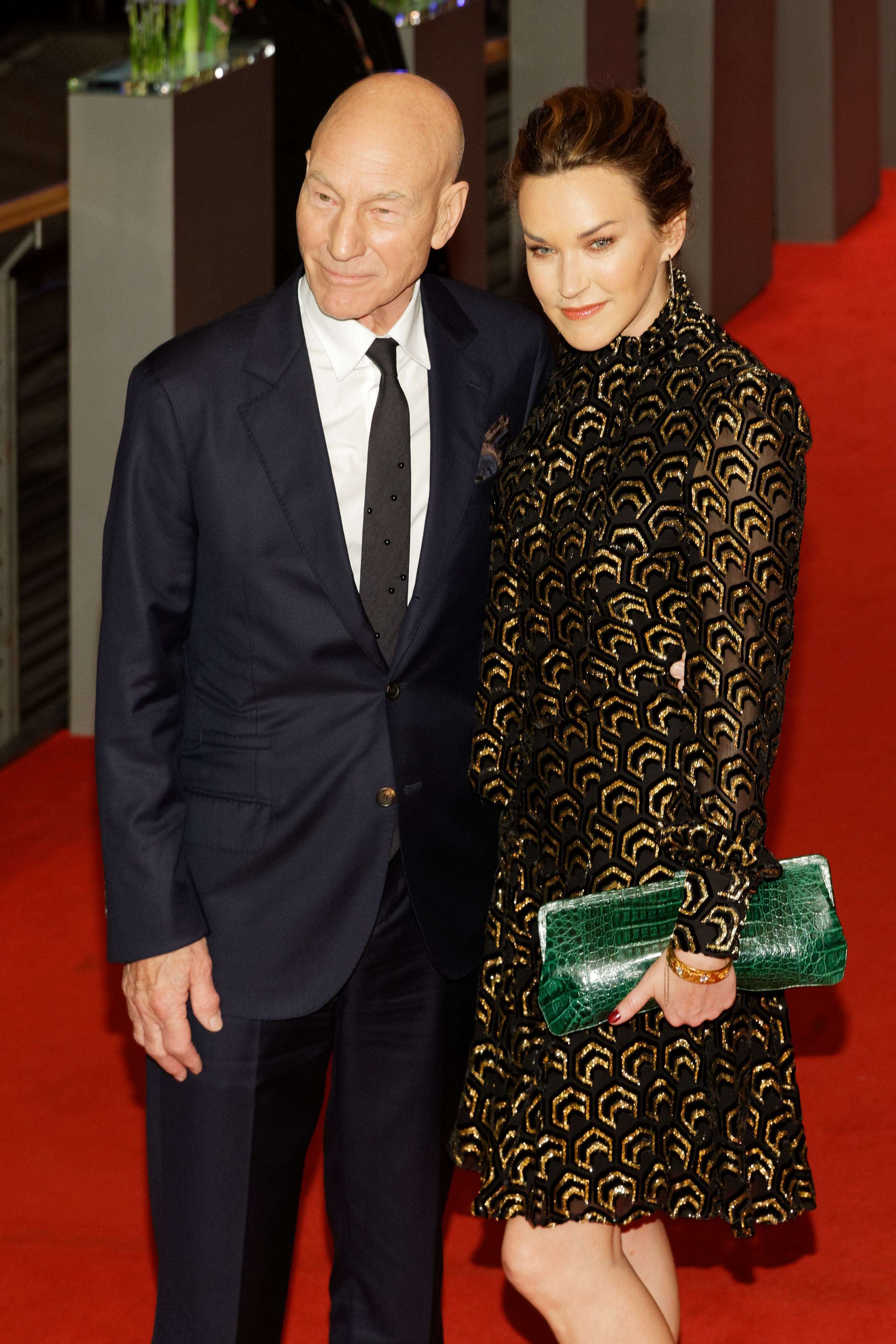
Patrick Stewart nel 2017 con la terza moglie Sunny Ozell

Da un primo matrimonio, celebrato nel 1966 con la coreografa Sheila Falconer, sono nati due figli: Daniel e Sophie. La coppia divorzia nel 1990. Nel 1997 si fidanza con Wendy Neuss, una delle produttrici di Star Trek: The Next Generation; i due si sposano il 25 agosto 2000 e divorziano nel 2003. Stewart si è sposato l'8 settembre 2013 con la cantautrice Sunny Ozell dopo quattro anni di fidanzamento; a officiare la cerimonia è stato Ian McKellen.
Dopo aver vissuto a Los Angeles per molti anni, nel 2004 si trasferì in Inghilterra, in parte per tornare a lavorare in teatro.
L'attore è stato nominato Ufficiale dell'Ordine dell'Impero Britannico (OBE) nel 2001 e nel 2010 è stato investito del titolo di Knight Bachelor.
Patrick Stewart è affetto da artrite reumatoide (malattia di cui aveva sofferto anche la madre) e ha rivelato di usare marijuana per contrastare il dolore.

## Posizioni politiche
Nella sua visione della politica sono radicate la sua fede nella giustizia e nell'uguaglianza. Si considera un socialista ed è un membro del Partito Laburista. Ha dichiarato: "Mio padre era un grande sindacalista e gli aspetti fondamentali del lavoro sono radicati in me". Ha mosso critiche all'intervento britannico nella guerra in Iraq e sulla recente legislazione del governo britannico in materia di libertà civili, in particolare, l'intenzione di estendere la detenzione preventiva e senza accuse per 42 giorni. Nel marzo 2008 ha firmato una lettera aperta di opposizione a tale proposta. Stewart si identifica come un femminista, e ha pubblicamente difeso il diritto al suicidio assistito.
Stewart è presidente della Huddersfield Town Academy, il progetto della squadra di calcio locale per l'identificazione e lo sviluppo di giovani talenti. In un'intervista all'American Theatre, gli è stato chiesto che lavoro avrebbe fatto se non fosse diventato un attore. Egli ha dichiarato: "Di tanto in tanto, ho fantasie di diventare un pianista. Sono stato abbastanza fortunato nel corso degli anni a lavorare a stretto contatto con il grande Emanuel Ax. Gli ho detto che se potessi cambiare lavoro lo farei solo con il suo".
Nel luglio 2011, ha ricevuto una laurea honoris causa in lettere presso l'University of East Anglia.
Durante la campagna per il referendum sull'Uscita del Regno Unito dall'Unione europea ha fatto campagna a favore del remain e nel 2018 ha lanciato la campagna per un nuovo voto popolare sulla Brexit.

## Filmografia

### Attore

#### Cinema

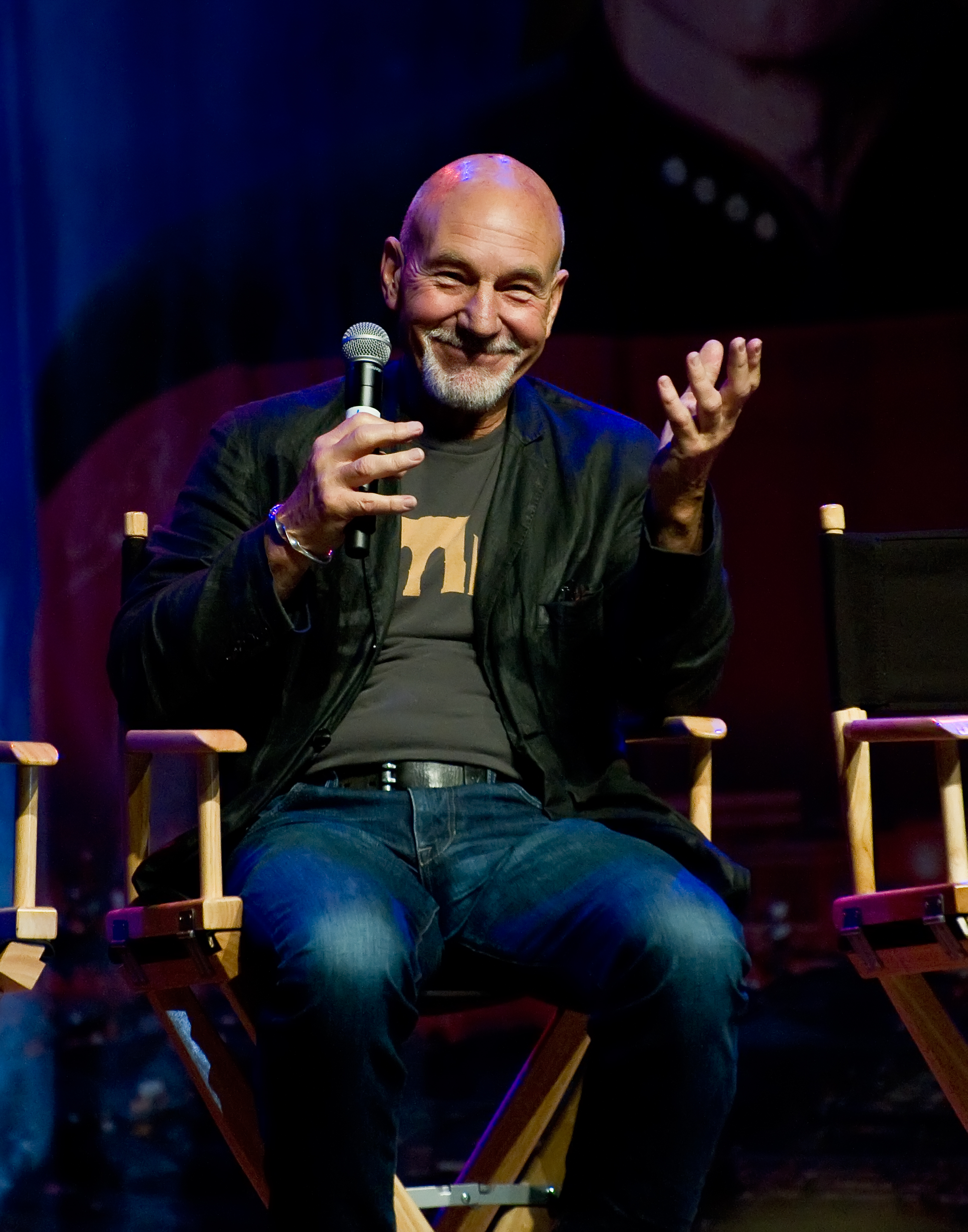
Patrick Stewart a Las Vegas nel 2011

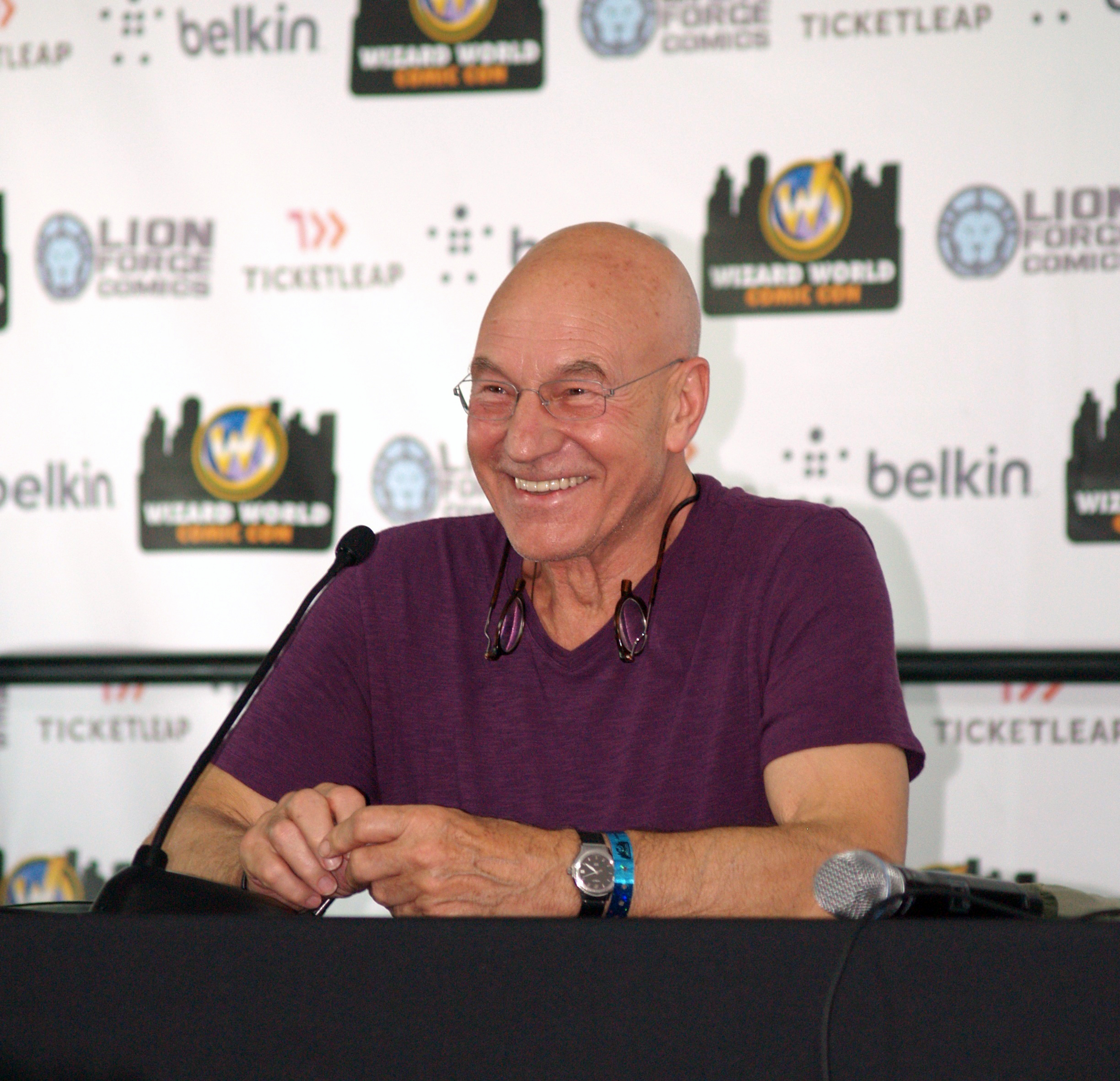
Patrick Stewart nel 2013

- Il giorno più lungo di Scotland Yard (Hennessy), regia di Don Sharp (1975)
- Il mistero della signora Gabler (Hedda), regia di Trevor Nunn (1975)
- Excalibur, regia di John Boorman (1981) - Leodegrance
- Uindii, regia di Masato Harada (1984)
- Dune, regia di David Lynch (1984)
- Space Vampires (Lifeforce), regia di Tobe Hooper (1985)
- I 4 dell'Oca selvaggia II (Wild Geese 2), regia di Peter R. Hunt (1985)
- Nome in codice: Smeraldo (Code Name Emerald), regia di Jonathan Sanger (1985)
- Il dottore e i diavoli (The Doctor and The Devils), regia di Freddie Francis (1985)
- Lady Jane, regia di Trevor Nunn (1986)
- The Devil's Disciple, regia di David Jones (1987)
- Pazzi a Beverly Hills (L.A. Story), regia di Mick Jackson (1991) - cameo
- Robin Hood - Un uomo in calzamaglia (Robin Hood Men In Tights), regia di Mel Brooks (1993)
- Gunmen - Banditi (Gunmen), regia di Deran Sarafian (1994)
- Star Trek - Generazioni (Star Trek: Generations), regia di David Carson (1994) – Jean-Luc Picard
- Jeffrey, regia di Christopher Ashley (1995)
- Let It Be Me, regia di Eleanor Bergstein (1995)
- Star Trek - Primo contatto (Star Trek: First Contact), regia di Jonathan Frakes (1996) – Jean-Luc Picard
- Ipotesi di complotto (Conspiracy Theory), regia di Richard Donner (1997)
- Masterminds - La guerra dei geni (Masterminds), regia di Roger Christian (1997)
- Dad Savage, regia di Betsan Morris Evans (1998)
- Complotto per un uomo solo (Safe House), regia di Eric Steven Stahl (1998)
- Wayfinders, regia di Gail K. Evenari – documentario (1998)
- Star Trek - L'insurrezione (Star Trek: Insurrection), regia di Jonathan Frakes (1998) – Jean-Luc Picard
- X-Men, regia di Bryan Singer (2000) – Charles Xavier / Professor X
- Star Trek - La nemesi (Star Trek: Nemesis), regia di Stuart Baird (2002) – Jean-Luc Picard
- X-Men 2 (X-2), regia di Bryan Singer (2003) – Charles Xavier / Professor X
- Water for Tea, regia di Michael Starobin – cortometraggio (2003)
- In campo per la vittoria (The Game of Their Lives), regia di David Anspaugh (2005)
- X-Men - Conflitto finale (X-Men: The Last Stand), regia di Brett Ratner (2006) – Charles Xavier / Professor X
- X-Men le origini - Wolverine (X-Men Origins: Wolverine), regia di Gavin Hood (2009) – non accreditato; Charles Xavier / Professor X
- The Captains, regia di William Shatner – documentario (2011)
- Epithet, regia di Angus Jackson – cortometraggio (2012)
- The Olympic Ticket Scalper, regia di Nick Corirossi e Charles Ingram – cortometraggio (2012)
- Hunting Elephants, regia di Reshef Levi (2013)
- Wolverine - L'immortale (The Wolverine), regia di James Mangold (2013) – non accreditato; Charles Xavier / Professor X
- Match - Incontro inatteso (Match), regia di Stephen Belber (2014)
- X-Men - Giorni di un futuro passato (X-Men: Days of Future Past), regia di Bryan Singer (2014) – Charles Xavier / Professor X
- Green Room, regia di Jeremy Saulnier (2015)
- Logan: The Wolverine (Logan), regia di James Mangold (2017) – Charles Xavier / Professor X
- Matrimonio con l'ex (The Wilde Wedding), regia di Damian Harris (2017)
- Il ragazzo che diventerà re (The Kid Who Would Be King), regia di Joe Cornish (2019)
- Charlie's Angels, regia di Elizabeth Banks (2019) – John Bosley
- Coda, regia di Claude Lalonde (2019)
- Doctor Strange nel Multiverso della Follia (Doctor Strange in the Multiverse of Madness), regia di Sam Raimi (2022) – Charles Xavier / Professor X

#### Televisione
- Story Parade – serie TV, episodio 1x18 (1964)
- Theatre 625 – serie TV, episodio 3x30 (1966)
- Coronation Street – serie TV, episodio 1x638 (1967)
- Omnibus – serie TV, episodi 3x21-8x03 (1970-1974)
- Play of the Month – serie TV, episodio 9x01 (1973)
- Play for Today – serie TV, episodio 4x04 (1973)
- 2nd House – serie TV, episodio 1x09 (1974)
- La caduta delle aquile (Fall of Eagles) – miniserie TV (1974)
- Antony and Cleopatra, regia di Jon Scoffield – film TV (1974)
- The Gathering Storm, regia di Herbert Wise – film TV (1974)
- Joby – serie TV, episodi 1x01, 1x02 (1975)
- Churchill's People – serie TV, episodio 1x04 (1975)
- North and South, regia di Rodney Bennett – miniserie TV (1975)
- The Madness, regia di James Cellan Jones – film TV (1976)
- Io Claudio imperatore (I, Claudius), regia di Herbert Wise – miniserie TV (1976)
- Jackanory – serie TV, 5 episodi (1977)
- Drama – serie TV, 1 episodio (1977)
- BBC2 Play of the Week – serie TV, episodio 1x21 (1978)
- La talpa (Tinker, Tailor, Soldier, Spy), regia di Frances Alcock e John Irvin – miniserie TV (1979)
- Amleto (Hamlet, Prince of Denmark), regia di Rodney Bennett – film TV (1980)
- Il piccolo Lord (Little Lord Fauntleroy), regia di Jack Gold – film TV (1980)
- The Anatomist by James Bridie, regia di Julian Amyes – film TV (1980)
- Maybury – serie TV, 20 episodi (1981-1983)
- Tutti gli uomini di Smiley (Smiley's People), regia di Simon Langton – miniserie TV (1982)
- Papa Giovanni Paolo II (Pope John Paul II), regia di Herbert Wise – film TV (1984)
- Screenplay – serie TV, episodio 1x08 (1986)
- Star Trek: The Next Generation – serie TV, 178 episodi (1987-1994) – Jean-Luc Picard
- Theatre Night – serie TV, episodio 2x01 (1987)
- Star Trek: Deep Space Nine – serie TV, episodio 1x01 (1993) – Jean-Luc Picard
- Death Train, regia di David Jackson – film TV (1993)
- In Search of Dr. Seuss, regia di Vincent Paterson – film TV (1994)
- Fantasma per amore (The Canterville Ghost), regia di Sydney Macartney – film TV (1996)
- Moby Dick, regia di Franc Roddam – miniserie TV (1998)
- Canto di Natale (A Christmas Carol), regia di David Hugh Jones – film TV (1999)
- King of Texas, regia di Uli Edel – film TV (2002)
- Frasier – serie TV, episodio 11x03 (2003)
- The Lion in Winter - Nel regno del crimine (The Lion in Winter), regia di Andrey Konchalovskiy – film TV (2003)
- Extras – serie TV, episodio 1x06 (2005)
- L'isola misteriosa (Mysterious Island), regia di Russell Mulcahy – film TV (2005)
- Eleventh Hour – serie TV, 4 episodi (2006)
- Hamlet, regia di Gregory Doran – film TV (2009)
- Macbeth, regia di Rupert Goold – film TV (2010)
- The Hollow Crown – miniserie TV (2012)
- Blunt Talk – serie TV, 20 episodi (2015-2016)
- Star Trek: Picard – serie TV, 30 episodi (2020-2023) – Jean-Luc Picard

### Doppiatore

#### Cinema
- The Plague Dogs, regia di Martin Rosen (1982)
- Nausicaä della Valle del vento (Kaze no tani no Naushika), regia di Hayao Miyazaki (1984) - versione in lingua inglese
- Liftoff! An Astronaut's Journey, regia di Dan Wetherbee (1990) - narratore
- Pagemaster - L'avventura meravigliosa (Pagemaster), regia di Pixote Hunt e Joe Johnston (1994)
- Indiani d'America (500 Nations) – documentario (1995)
- Il principe d'Egitto (The Prince of Egypt), regia di Simon Wells, Brenda Chapman e Steve Hickner (1998)
- Star Trek the Experience: The Klingon Encounter, regia di Mario Kamberg e David de Vos – cortometraggio (1998)
- Jimmy Neutron - Ragazzo prodigio (Jimmy Neutron: Boy Genius), regia di John A. Davis (2001)
- Water for Tea, regia di Michael Starobin – cortometraggio (2003) - narratore
- Gaya (Back to Gaya), regia di Lenard Fritz Krawinkel e Holger Tappe (2004)
- Steamboy (Suchîmubôi), regia di Katsuhiro Ōtomo (2004)
- Chicken Little - Amici per le penne (Chicken Little), regia di Mark Dindal (2005)
- Bambi 2 - Bambi e il Grande Principe della foresta (Bambi 2), regia di Brian Pimental (2006)
- Borg War, regia di Geoffrey James (2006)
- The Audition, regia di Daniel Cohen – cortometraggio (2006)
- TMNT, regia di Kevin Munroe (2007)
- Gnomeo e Giulietta (Gnomeo & Juliet), regia di Kelly Asbury (2011)
- L'era glaciale 4 - Continenti alla deriva (Ice Age: Continental Drift), regia di Steve Martino e Mike Thurmeier (2012)
- Ted, regia di Seth MacFarlane (2012) - narratore
- Il magico mondo di Oz (Legends of Oz: Dorothy's Return), regia di Will Finn e Dan St. Pierre (2013)
- Sinbad: The Fifth Voyage, regia di Shahin Sean Solimon (2014) - narratore
- Un milione di modi per morire nel West (A Million Ways to Die in the West), regia di Seth MacFarlane (2014)
- Ted 2, regia di Seth MacFarlane (2015) - narratore
- Spark: A Space Tail, regia di Aaron Woodley (2016)
- Emoji - Accendi le emozioni (The Emoji Movie), regia di Tony Leondis (2017)
- Dragonheart 4 - La battaglia per l'Heartfire (Dragonheart: Battle for the Heartfire), regia di Patrik Syversen (2017)
- Il drago argentato (Dragon Rider), regia di Tomer Eshed (2020)

#### Televisione
- Indiani d'America (500 Nations), regia di Jack Leustig – miniserie TV (1995)
- I Simpson (The Simpsons) - serie animata, episodi 6x12-24x20 (1995-2013)
- La fattoria degli animali (Animal Farm), regia di John Stephenson – film TV (1999)
- L'ultimo drago (The Last Dragon), regia di Justin Hardy – film TV (2004) - narratore
- High Spirits with Shirley Ghostman, – serie TV, 8 episodi (2005) - narratore
- The Snow Queen, regia di Julian Gibbs – film TV (2005)
- American Dad! - serie animata, 114 episodi (2005-2023)
- Futurama - serie animata, episodio 9x12 (2012)
- Robot Chicken - serie animata, episodi 6x06-7x12-8x04 (2012-2015)
- Cosmos: Odissea nello spazio (Cosmos: A Spacetime Odyssey), regia di Brannon Braga, Ann Druyan e Bill Pope – miniserie TV (2014) – William Herschel
- Oscar's Hotel for Fantastical Creatures, regia di P.J. Liguori – miniserie TV (2015)
- Unbreakable Kimmy Schmidt – serie TV, episodio 2x04 (2016)
- I Griffin (Family Guy) - serie animata, 16 episodi (2005-2018)

#### Videogiochi
- Lands of Lore: The Throne of Chaos (1994)
- Star Trek: The Next Generation - A Final Unity (1995) – Jean-Luc Picard
- Star Trek: Generations (1997) – Jean-Luc Picard
- Star Trek: Hidden Evil (1999) – Jean-Luc Picard
- Star Trek: Armada (2000) – Jean-Luc Picard / Locutus
- Star Trek: Invasion (2000) – Jean-Luc Picard
- Star Trek: Armada II (2001) – Jean-Luc Picard
- Star Trek: Bridge Commander (2002) – Jean-Luc Picard
- X-Men: Next Dimension (2002) – Charles Xavier / Professor X
- Star Trek: Starfleet Command III (2002) – Jean-Luc Picard
- X2 - Wolverine's Revenge (2003)
- Star Trek: Elite Force II (2003) – Jean-Luc Picard
- Forgotten Realms: Demon Stone (2004)
- X-Men Legends (2004) – Charles Xavier / Professor X
- X-Men Legends II: Rise of Apocalypse (2005) – Charles Xavier / Professor X
- The Elder Scrolls IV: Oblivion (2006)
- X-Men: The Official Game (2006) – Charles Xavier / Professor X
- Star Trek: Legacy (2006) – Jean-Luc Picard
- Castlevania: Lords of Shadow (2010)
- LEGO Universe (2010) - narratore
- Castlevania: Lords of Shadow 2 (2014)
- Family Guy: The Quest for Stuff (2014) – Jean-Luc Picard / Patrick Stewart
- My Memory of Us (2018) - narratore
- Felix the Reaper (2019) - narratore

### Regista
- Star Trek: The Next Generation – serie TV, 5 episodi (1991-1994)
- Hollywood Update – serie TV (2000)

### Produttore
- Fantasma per amore (The Canterville Ghost), regia di Syd Macartney – film TV (1996)
- Star Trek IX - L'insurrezione (Star Trek: Insurrection), regia di Jonathan Frakes (1998)
- Canto di Natale (A Christmas Carol), regia di David Hugh Jones – film TV (1999)
- King of Texas, regia di Uli Edel – film TV (2002)
- The Lion in Winter - Nel regno del crimine (The Lion in Winter), regia di Andrey Konchalovskiy – film TV (2003)

## Teatro

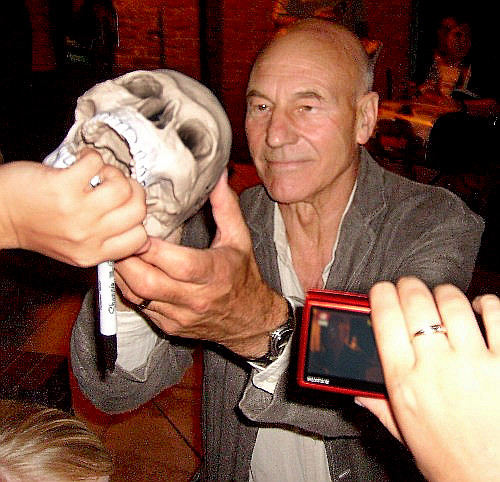
Patrick Stewart mentre firma autografi dopo aver interpretato l'Amleto nel 2008

- Come vi piace di William Shakespeare (1958)
- L'isola del tesoro da Robert Louis Stevenson (1959)
- Blanco Posnet smascherato di George Bernard Shaw (1959)
- The Critic (1959)
- Cyrano de Bergerac di Edmond Rostand (1959)
- Febbre da fieno di Noël Coward (1963)
- Summertime (1963)
- Povero Bitos di Jean Anouilh (1964)
- The Happiest Days of Your Life di John Dighton (1965)
- Little by Little (1965)
- The Quare Fellow di Brendan Behan (1965)
- Il giardino dei ciliegi di Anton Čechov (1965)
- Il mercante di Venezia di William Shakespeare (1965)
- Vita di Galileo di Bertolt Brecht (1965)
- Lock Up Your Daughters da una commedia di Henry Fielding (1965)
- Santa Giovanna di George Bernard Shaw (1965)
- L'opera del mendicante di John Gay (1965)
- Il profumo dei fiori di James Saunders (1965)
- Come vi piace di William Shakespeare (1967)
- La bisbetica domata di William Shakespeare (1967)
- Re Lear di William Shakespeare (1968)
- Molto rumore per nulla di William Shakespeare (1968)
- Troilo e Cressida di William Shakespeare (1968)
- The Revenger's Tragedy di Thomas Middleton (1969)
- Bartholomew Fair di Ben Jonson (1969)
- The Silver Tassie di Sean O'Casey (1969)
- Sogno di una notte di mezza estate di William Shakespeare (1970)
- Re Giovanni di William Shakespeare (1970)
- The Balcony (1971)
- Enemies (1971)
- Giulio Cesare di William Shakespeare (1972)
- Coriolano di William Shakespeare (1972)
- Hedda Gabler di Henrik Ibsen (1975)
- Arriva l'uomo del ghiaccio di Eugene O'Neill (1976)
- Sogno di una notte di mezza estate di William Shakespeare (1977)
- Ogni bravo ragazzo merita un favore di Tom Stoppard (1977)
- Il mercante di Venezia di William Shakespeare (1978)
- Ippolito di Euripide (1978)
- Antonio e Cleopatra di William Shakespeare (1978)
- La guardia bianca, dalla novella di Michail Afanas'evič Bulgakov (1979)
- I due gentiluomini di Verona di William Shakespeare (1981)
- Tito Andronico di William Shakespeare (1981)
- Il racconto d'inverno di William Shakespeare (1981)
- Titus Andronicus di William Shakespeare (1981)
- Enrico IV, parte II di William Shakespeare (1982)
- Enrico IV, parte I di William Shakespeare (1982)
- Body and Soul (1983)
- Yonadab di Peter Shaffer (1985)
- Chi ha paura di Virginia Woolf? di Edward Albee (1986)
- Shylock: Shakespeare's Alien, tratto da Il mercante di Venezia di William Shakespeare (1987)
- Uneasy Lies the Head dall'Enrico IV, parte I ed Enrico IV, parte II di William Shakespeare (1987)
- Canto di Natale da Charles Dickens (1991)
- Ogni bravo ragazzo merita un favore di Tom Stoppard (1992)
- La tempesta di William Shakespeare (1995)
- Otello di William Shakespeare (1997)
- Discesa da Mount Morgan di Arthur Miller (1998)
- Discesa da Mount Morgan di Arthur Miller (2000)
- Canto di Natale di Charles Dickens (2001)
- Johnson Over Jordan di J. B. Priestly (2001)
- Shylock: Shakespeare's Alien tratto da Il mercante di Venezia di William Shakespeare (2001)
- Chi ha paura di Virginia Woolf? di Edward Albee (2001)
- Il meraviglioso mago di Oz dal libro di L. Frank Baum (2002)
- Il guardiano di Harold Pinter (2003)
- Il costruttore Solness di Henrik Ibsen (2003)
- Biancaneve, il musical (2004)
- Canto di Natale da Charles Dickens (2005)
- A Life in the Theatre di David Mamet (2005)
- La tempesta di William Shakespeare (2006)
- Antonio e Cleopatra di William Shakespeare (2006)
- La dodicesima notte di William Shakespeare (2007)
- Macbeth di William Shakespeare (2008)
- Amleto di William Shakespeare (2008)
- Aspettando Godot di Samuel Beckett (2009)
- A Life in the Theatre di David Mamet (2010)
- Aspettando Godot di Samuel Beckett (2013-2014)
- Terra di nessuno di Harold Pinter (2013-2014)
- Terra di nessuno di Harold Pinter (2016)

## Riconoscimenti
- Golden Globe

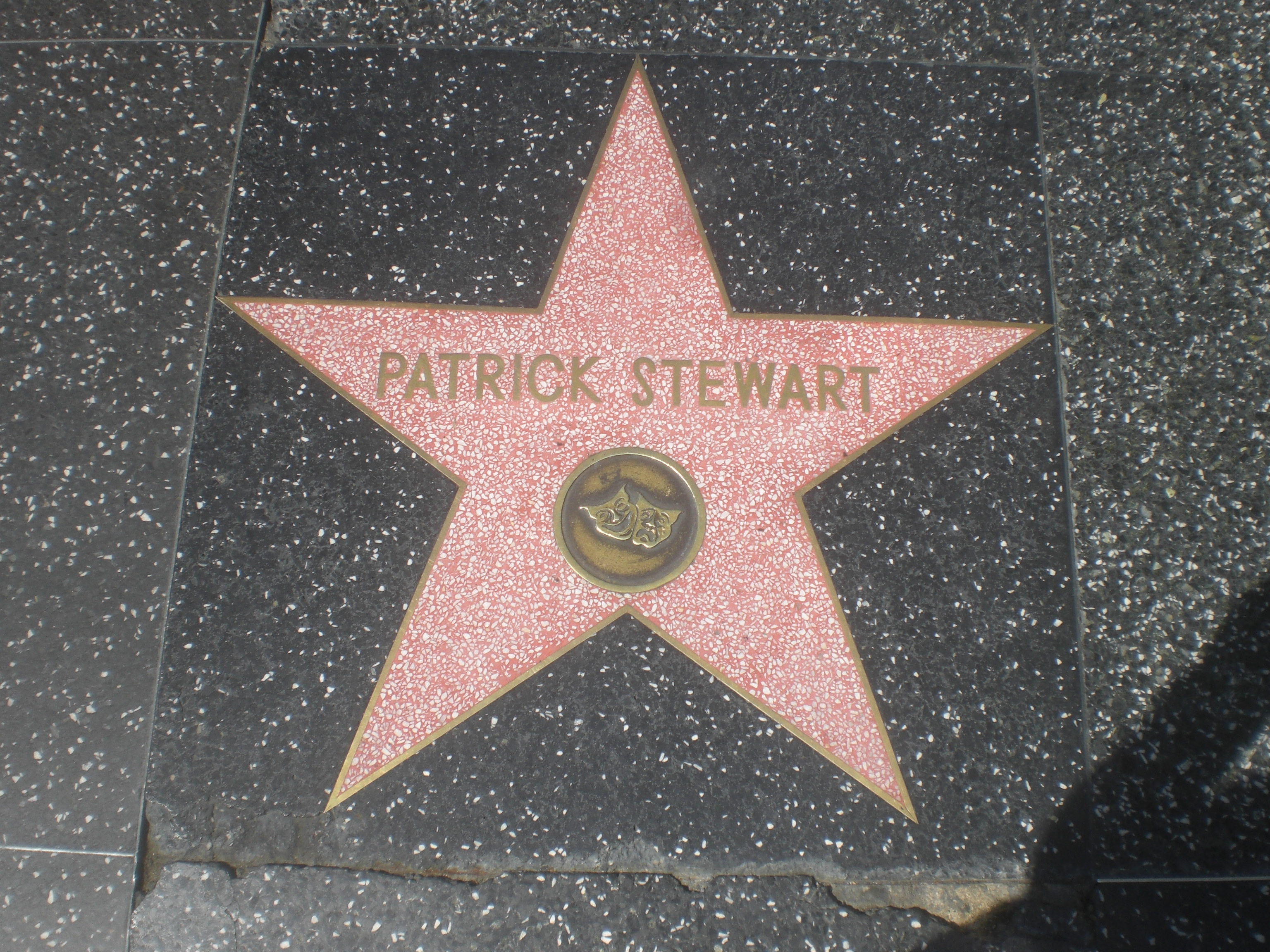
Stella di Patrick Stewart sulla Hollywood Walk of Fame

  - 1999 – Candidatura come miglior attore in una mini-serie o film per la televisione per Moby Dick[107]
  - 2005 – Candidatura come miglior attore in una mini-serie o film per la televisione per The Lion in Winter - Nel regno del crimine[108]
  - 2016 – Candidatura come miglior attore in una serie commedia o musicale per Blunt Talk[109]
- Critics' Choice Awards
  - 2018 – Candidatura come miglior attore non protagonista per Logan: The Wolverine[110]
  - 2021 – Critics' Choice Super Award come miglior attore in una serie di fantascienza o fantasy per Star Trek: Picard[111]
- Detroit Film Critics Society
  - Candidatura come miglior attore non protagonista per Logan: The Wolverine[112]
- Drama Desk Award
  - 1992 – Drama Desk Award come miglior attore in un one person show per A Christmas Carol[113]
  - 1996 – Candidatura come miglior attore in una commedia per La tempesta[114]
  - 1999 – Candidatura come miglior attore in una commedia per La discesa da Mount Morgan[115]

- Emmy Award
  - 1998 – Candidatura come migliore attore in una miniserie o film per la televisione per Moby Dick[116]
  - 2004 – Candidatura come miglior film per la televisione per The Lion in Winter - Nel regno del crimine[117]
  - 2006 – Candidatura come miglior guest star in una serie comica o commediaper Extras[118]
  - 2010 – Candidatura come miglior attore non protagonista in una miniserie o film per la televisione per Hamlet[119]
- Grammy Award
  - 1993 – Candidatura come miglior album parlato per A Christmas Carol[120]
  - 1996 – Grammy Award al miglior album parlato per bambini per Prokofiev: Peter and the Wolf[121]
  - 2001 – Candidatura come miglior album parlato per The Complete Shakespeare Sonnets[122]
- Houston Film Critics Society
  - 2017 – Candidatura come miglior attore non protagonista per Logan: The Wolverine[123]
- Laurence Olivier Award
  - 1979 – Laurence Olivier Award al miglior attore non protagonista per Antonio e Cleopatra[124]
  - 1979 – Candidatura come miglior attore in un revival per Il mercante di Venezia[124]
  - 1994 – Candidatura come miglior attore per A Christmas Carol[125]
  - 2008 – Candidatura come miglior attore non protagonista per Macbeth[126]
  - 2009 – Laurence Olivier Award come miglior attore non protagonista per Amleto[127]
- North Carolina Film Critics Association
  - 2018 – Candidatura come miglior attore non protagonista per Logan: The Wolverine[128]
- North Texas Film Critics Association
  - 2018 – Candidatura come miglior attore non protagonista per Logan: The Wolverine[129]
- Outer Critics Circle Award
  - 1996 – Candidatura come miglior attore in uno spettacolo teatrale per La tempesta[130]
  - 2008 – Candidatura come miglior attore in uno spettacolo teatrale per Macbeth[131]
- Phoenix Film Critics Society
  - Candidatura come miglior attore non protagonista per Logan: The Wolverine[132]
- San Diego International Film Festival
  - 2017 – Gregory Peck Award[133]
- Saturn Award
  - 1991 – Saturn Award al miglior attore in una serie televisiva per Star Trek - The Next Generation
  - 1997 – Candidatura come miglior attore per Primo Contatto
  - 2000 – Candidatura come miglior attore per Canto di Natale
  - 2001 – Candidatura come miglior attore non protagonista per X-Men
  - 2018 – Saturn Award al miglior attore non protagonista per Logan: The Wolverine[134]
  - 2021 – Saturn Award al miglior attore in una serie televisiva per Star Trek: Picard[135]
- Screen Actors Guild Award
  - 1995 – Candidatura come miglior attore in una serie drammatica per Star Trek: The Next Generation[136]
  - 1999 – Candidatura come miglior attore in una miniserie o film televisivo per A Christmas Carol[137]
  - 2010 – Candidatura come miglior attore in una miniserie o film televisivo per Macbeth[138]
- Seattle Film Critics Awards
  - Candidatura come miglior attore non protagonista per Logan: The Wolverine[139]
- Tony Award
  - 2008 – Candidatura come miglior attore protagonista in un'opera teatrale per Macbeth[140]

## Doppiatori italiani
Nelle versioni in italiano delle opere in cui ha recitato, Patrick Stewart è stato doppiato da:
- Ennio Coltorti in Moby Dick, X-Men, X-Men 2, X-Men - Conflitto finale, Extras, X-Men le origini - Wolverine, Wolverine - L'immortale, X-Men - Giorni di un futuro passato, Logan: The Wolverine, Matrimonio con l'ex, Doctor Strange nel Multiverso della Follia
- Alessandro Rossi in Star Trek: The Next Generation, Lady Jane (ridoppiaggio), Generazioni, Primo contatto, Gunmen - Banditi, Ipotesi di complotto, Masterminds - La guerra dei geni, Star Trek - L'insurrezione, Star Trek - La nemesi, Star Trek: Picard
- Renato Mori ne Il piccolo Lord, Excalibur
- Sergio Rossi in Lady Jane, Death Train
- Oreste Rizzini in Fantasma per amore, L'isola misteriosa
- Giovanni Petrucci in Frasier, Match - Incontro inatteso
- Gino Donato in Amleto
- Paolo Poiret in Dune
- Gianni Bonagura in Space Vampires
- Bruno Slaviero in Nome in codice: Smeraldo
- Enzo Consoli ne Il dottore e i diavoli
- Massimo Dapporto in Pazzi a Beverly Hills
- Pino Locchi in Robin Hood - Un uomo in calzamaglia
- Giorgio Gusso in Star Trek - Deep Space Nine[Nota 1]
- Franco Zucca in Jeffrey
- Stefano De Sando in Complotto per un uomo solo
- Bruno Alessandro in Canto di Natale
- Vittorio Di Prima in King of Texas
- Romano Malaspina in The Lion in Winter - Nel regno del crimine
- Rino Bolognesi in In campo per la vittoria
- Stefano Oppedisano in Green Room
- Luca Biagini ne Il ragazzo che diventerà re
- Pietro Biondi in Charlie's Angels
- Gaetano Varcasia in Pazzi a Beverly Hills (ridoppiaggio)

Da doppiatore è sostituito da:
- Alessandro Rossi in Star Trek: Enterprise, I Griffin, Il drago argentato
- Saverio Indrio in TMNT, American Dad (st. 8+), Cosmos: Odissea nello spazio
- Fabrizio Pucci ne La fattoria degli animali, Bambi 2 - Bambi e il Grande Principe della foresta
- Ennio Coltorti in Chicken Little, Dragonheart 4 - La battaglia per l'Heartfire
- Massimo Corvo in Ted, Ted 2
- Giorgio Lopez in Pagemaster - L'avventura meravigliosa
- Vittorio Amandola ne I Simpson (ep. 6x12)
- Oreste Rizzini ne Il principe d'Egitto
- Sergio Di Stefano in Jimmy Neutron - Ragazzo prodigio
- Bruno Alessandro in Gaya
- Sergio Tedesco in American Dad (st. 1-7)
- Goffredo Matassi ne I Griffin (ep. 6x05)
- Paolo Bonolis in Earth - La nostra Terra
- Domenico Crescentini ne L'era glaciale 4 - Continenti alla deriva
- Sandro Iovino in Futurama
- Michele Kalamera ne Il magico mondo di Oz
- Luciano De Ambrosis in Un milione di modi per morire nel West
- Marco Mete in Unbreakable Kimmy Schmidt
- Rodolfo Traversa in Emoji - Accendi le emozioni